# پاندورا و هلندی پرنده
پاندورا و هلندی پرنده (انگلیسی: Pandora and the Flying Dutchman) فیلمی در ژانر فانتزی، معمایی، و درام به کارگردانی آلبر لوین است که در سال ۱۹۵۱ منتشر شد. از بازیگران آن می‌توان به اوا گاردنر، جیمز میسون، نایجل پاتریک، و جان لوری اشاره کرد.